# Liste der Landschaftsschutzgebiete im Landkreis Regen
Im Landkreis Regen gibt es drei Landschaftsschutzgebiete. (Stand: November 2018)

## Hinweise zu den Angaben in der Tabelle
- Gebietsname: Amtliche Bezeichnung des Schutzgebietes
- Bild/Commons: Bild und Link zu weiteren Bildern aus dem Schutzgebiet
- LSG-ID: Amtliche Nummer des Schutzgebietes
- WDPA-ID: Link zum Eintrag des Schutzgebietes in der World Database on Protected Areas
- Wikidata: Link zum Wikidata-Eintrag des Schutzgebietes
- Ausweisung: Datum der Ausweisung als Schutzgebiet
- Gemeinde(n): Gemeinden, auf denen sich das Schutzgebiet befindet
- Lage: Geografischer Standort
- Fläche: Gesamtfläche des Schutzgebietes in Hektar
- Flächenanteil: Anteilige Flächen des Schutzgebietes in Landkreisen/Gemeinden, Angabe in % der Gesamtfläche
- Bemerkung: Besonderheiten und Anmerkungen

Bis auf die Spalte Lage sind alle Spalten sortierbar.
| Gebietsname            | Bild/Commons   | LSG-ID       | WDPA-ID | Wikidata  | Ausweisung | Gemeinde(n) | Lage     | Fläche ha | Flächenanteil | Bemerkung |
| ---------------------- | -------------- | ------------ | ------- | --------- | ---------- | ----------- | -------- | --------- | --- | --------- |
| Kalvarienberg          | weitere Bilder | LSG-00163.01 | 395633  | Q59655726 | 1969       |             | Position | 8,93      | Landkreis Regen (100 %) |           |
| LSG Bayerischer Wald   | weitere Bilder | LSG-00547.01 | 396098  | Q59655763 | 1983       |             | Position | 230934,93 | Straubing (0,2 %), Landkreis Deggendorf (14,4 %), Landkreis Freyung-Grafenau (33,7 %), Landkreis Regen (34,2 %), Landkreis Straubing-Bogen (17,5 %) |           |
| Ruhmannsfeldener Leite | weitere Bilder | LSG-00156.01 | 395626  | Q59655724 | 1968       |             | Position | 13,08     | Landkreis Regen (100 %) |           |